# مرکتم
شهر مرکتم (به فرانسوی: Merchtem) در ناحیه اداری ال-ویلوورد  در استان فلومیش بربان  در منطقه فلاندری در کشور بلژیک واقع شده‌است.